# Нир-хойин
Нир-хойин, хойин-иргэн (монг. нир-хойин, ойн-иргэн) — одно из племён средневековых коренных монголов. Представляют собой ответвление борджигинов.

## Этноним
Этноним нир-хойин разбивается на две составляющие: нир и хойин. Нир представляет собой сокращённый вариант монгольского термина «нирун» («хребет», «крестец»), хойин в переводе с монгольского значит «лесной», хойин-иргэн — «лесное племя», «лесной народ».

## История

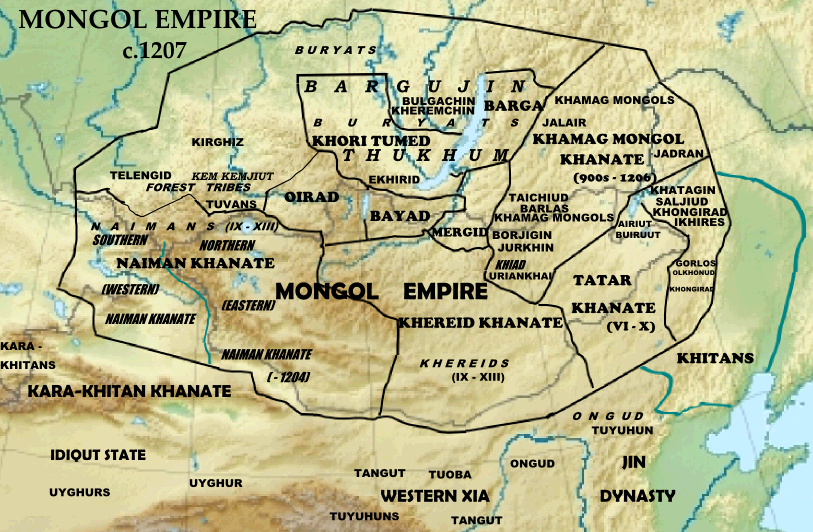
Монгольская империя в 1207 г.

Нир-хойин — ответвление племени борджигин. Согласно «Сборнику летописей», борджигины принадлежали к числу племён нирун-монголов. Нируны состояли из следующих родов: катакин, салджиут, тайджиут, хартакан, сиджиут, чинос, который называют также нукуз, нуякин, урут, мангут, дурбан, баарин, барулас, хадаркин, джуръят, будат, дуклат, йисут, сукан, кингият, кият, юркин, чаншиут, ясар и борджигин.
Нирунами принято называть племена, которые произошли от трёх младших сыновей Алан-Гоа: Букун-Катаки, Букату-Салджи и Бодончара.
С формированием нирунов и в целом дарлекино-нирунской общности завершилось сложение основы современного монгольского народа, которая в научной литературе более известна как объединение родов и племён Трёхречья (истоков Онона, Керулена и Толы). Данное объединение состояло из родственных между собой этнических групп. Цементирующей их основой был культ предков Бортэ-Чино и Бодончара, который прямо или опосредовано оказывал заметное влияние на формирование общих черт в культуре, быте, языке, мировоззрении населения.

### Некун-тайджи
Нир-хойин — племя, произошедшее от потомков Некун-тайджи, брата Есугей-багатура. Одним из племянников Некун-тайджи был Чингисхан — основатель и первый великий хан Монгольской империи.
Некун-тайджи был вторым сыном Бартан-баатура и его жены Сунигул-фуджин из племени баргут. Помимо Есугея, братьями Некун-тайджи также были Мунгэту-Киян  и Даритай-отчигин. Согласно «Сокровенному сказанию монголов», именно с помощью Некун-тайджи и Даритая Есугею удалось отбить у меркитского Эке-Чиледу свою будущую жену Оэлун.
Во времена Чингисхана племя нир-хойин поддержало тайджиутов и проживало в лесных районах. По этой причине племя также было известно как хойин-иргэн («лесное племя»). Согласно «Сборнику летописей», «каждое племя, юрт которого находился вблизи лесов, причислялось к «лесным племенам», но так как леса в каждой области были далеки друг от друга, то их племена, роды и ветви рода не имели отношения друг к другу. И хотя всех их вместе называли «лесное племя» по лесистой местности, [где они жили, однако] у них было установлено, к какому племени принадлежит каждое из них».
У Некун-тайджи было много сыновей. Старший из них, Хучар, позднее ставший наследником отца, был известен как превосходный стрелок из лука. Некоторое время Хучар был союзником Чингисхана, однако после похода на татар в 1202 году он вместе с Алтаном и Даритай-отчигином покинул Чингиса и перешёл на сторону его противника Джамухи; в дальнейшем, когда последний был разгромлен, Хучар бежал к найманскому правителю Таян-хану, но вскоре был схвачен Чингисханом и казнён. Выжившая часть племени Хучара и его дети подчинились Чингисхану. Известно также, что внук Некун-тайджи Букун-Джаукат был отдан сыну Чингисхана Чагатаю. Потомки Букун-Джауката в дальнейшем кочевали с уругом Чагатая.

## Родословная
Согласно «Сокровенному сказанию монголов», родословная Некун-тайджи восходит к легендарному предку монголов Бортэ-Чино, который переплыл море Тенгис и поселился у берегов реки Онон, на горе Бурхан-Халдун. Под морем Тенгис, согласно ряду источников, подразумевалось озеро Байкал.
Родословная Некун-тайджи выглядит следующим образом:
- Борте-Чино, родившийся по изволению Вышнего Неба. Супругой его была Гоа-Марал, потомком их был Бата-Чиган.
- Сын Бата-Чигана — Тамача.
- Сын Тамачи — Хоричар-Мерген.
- Сын Хоричар-Мергана — Аучжам-Бороул.
- Сын Аучжам-Бороула — Сали-Хачау.
- Сын Сали-Хачау — Еке-Нидун.
- Сын Еке-Нидуна — Сим-Сочи.
- Сын Сим-Сочи — Харчу.
- Сын Харчу — Борчжигидай-Мерган — был женат на Монголчжин-гоа.
- Сын Борчжигидай-Мергана — Тороголчжин-Баян — был женат на Борохчин-гоа.
- Сыновья Тороголчжина: Дува-Сохор и Добун-Мерган.
- Добун-Мерган женился на Алан-гоа, дочери Хори-Туматского Хорилартай-Мергана. Матерью Алан-гоа была Баргучжин-гоа, дочь правителя баргутов Бархудай-Мергана.
- Войдя в дом к Добун-Мергану, Алан-гоа родила двух сыновей. То были Бугунотай и Бельгунотай.
- После смерти Добун-Мергана, Алан-гоа, будучи безмужней, родила трех сыновей. То были: Бугу-Хадаги, Бухату-Салчжи и Бодончар-простак. По легенде, Алан-гоа забеременела от луча света. Согласно другой версии, их настоящим отцом был Маалих, Баяудаец[8].
- Бодончар стал родоначальником поколения Борчжигин.
- Потомок Бодончара, который родился от первой, старшей жены, носил имя Барин-Ширату-Хабичи.
- Сын Хабичи-Баатура был Менен-Тудун.
- У Менен-Тудуна было семеро сыновей: Хачи-Кулюк, Хачин, Хачиу, Хачула, Хачиун, Харандай и Начин-Баатур.
- Сын Хачи-Кулюка, Хайду, по матери происходил от Намолуны.
- У Хайду было три сына: Байшингор-Докшин, Чарахай-Линху и Чаочжин-Ортегай.
- Сын Байшингор-Докшина — Тумбинай-Сечен.
- У Тумбинай-Сечена было два сына: Хабул-хаган и Сим-Сечуле.
- У Хабул-хагана было семеро сыновей, а именно: самый старший — Окин-Бархаг, далее Бартан-Баатур, Хутухту-Мунгур, Хутула-хаган, Хулан, Хадаан и самый младший — Тодоен-отчигин.
- У Бартан-Баатура было четверо сыновей: Мангету-Киян, Некун-тайчжи, Есугай-Баатур, Даритай-отчигин[8]. Их мать Сунигул-фуджин была родом из племени баргутов[1].
- У Некун-тайджи было много сыновей. Старшим из них был Хучар. В «Сборнике летописей» упоминается один из внуков Некун-тайджи Букун-Джаукат[1].